# Фиала, Ян
Ян Фиала (чеш. Jan Fiala; род. 19 мая 1956, Слатинице) — чехословацкий футболист, игравший на позиции защитника. Футболист года в Чехословакии (1982). По завершении игровой карьеры — футбольный тренер.
Выступал, в частности, за «Дуклу» (Прага), а также национальную сборную Чехословакии, с которой стал бронзовым призером чемпионата Европы 1980 года и участником чемпионата мира 1982 года.

## Клубная карьера
Ян Фиала родился 19 июня 1956 года в Слатинице и начинал свою карьеру в молодёжных командах «Слатинице» и «Стройирны Уничов». В 1975 году в качестве военнослужащего присоединился к клубу «Дукла» (Прага), в котором провёл двенадцать сезонов. За это время трижды стал чемпионом Чехословакии (1977, 1979, 1982) и еще трижды выигрывал Кубок Чехословакии (1981, 1983, 1985). В 1982 году Фиала был признан футболистом года в Чехословакии.
В 1987 году Фиала уехал во Францию, где в течение сезона 1987/1988 годов защищал цвета клуба высшего дивизиона «Гавр», после чего выступал за «Бурж» на протяжении 1988—1991 годов во втором и третьем дивизионе страны. Следующие 2 года провёл в небольшом клубе «Сент-Аман-Монрон», а в 1995 году завершил свою карьеру в австрийском клубе «Маллерсбах».

## Карьера в сборной
9 ноября 1977 года дебютировал в официальных матчах в составе национальной сборной Чехословакии в товарищеском матче против Венгрии (1:1).
В составе сборной был участником чемпионата Европы 1980 в Италии, на котором команда завоевала бронзовые награды, но на поле на том турнире не выходил. Зато уже через два года на чемпионате мира 1982 года в Испании Фиала был основным игроком и сыграл все три матча, но его команда не вышла из группы.
Свой единственный гол за сборную Фиала забил 27 октября 1982 года в товарищеском матче против Дании (3:1) в Копенгагене. Всего в течение карьеры в национальной команде, которая длилась 11 лет, провёл в её форме 58 матчей, забив 1 гол. В период с 1982 по 1987 год 32 раза выходил на поле с капитанской повязкой.

## Тренерская карьера
Начал тренерскую карьеру в 1996 году, войдя в тренерский штаб клуба «Дукла» (Прага). В дальнейшем входил в тренерский штаб клубов «Виктория» (Пльзень), «Теплице» и «Яблонец» и «Ксаверов». В 2008 году снова стал ассистентом главного тренера «Дуклы»

## Достижения
«Дукла» (Прага)
- Чемпион Чехословакии (3): 1976/1977, 1978/1979, 1981/1982
- Обладатель Кубка Чехословакии (3): 1980/1981, 1982/1983, 1984/1985